# ناثان فريند
ناثان فريند (بالإنجليزية: Nathan Friend)‏ هو لاعب دوري الرغبي نيوزيلندي، ولد في 28 يناير 1981 في توومبا في أستراليا.